# Bataillon de Joinville
Pour les articles homonymes, voir Joinville.

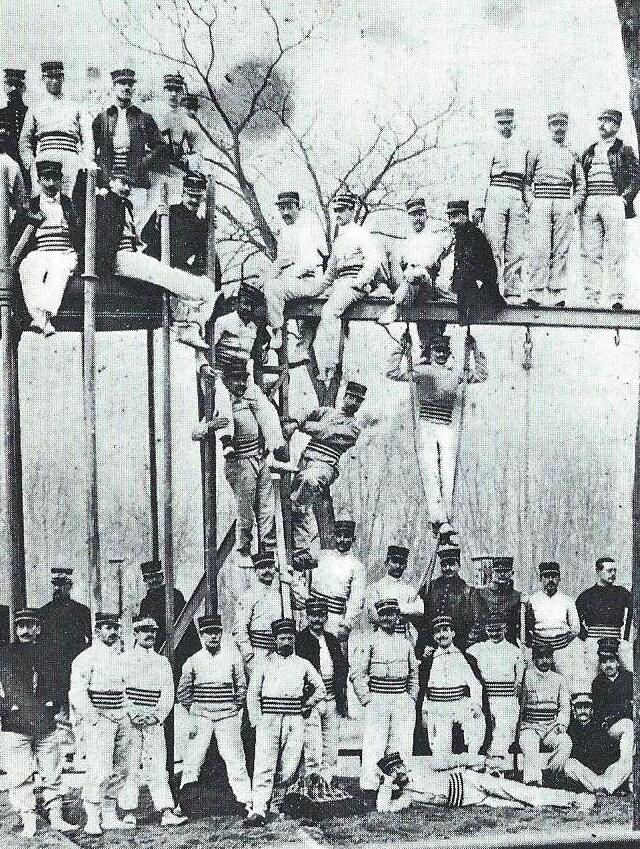
Élèves de l'école à la fin du XIXe siècle.

Le bataillon de Joinville est une unité militaire de l’armée française accueillant des appelés sportifs. Il prend place dans les établissements de formation à la pratique sportive constitués au sein des armées depuis 1852 avec l'École normale militaire de gymnastique de Joinville. Le bataillon de Joinville est dissous en juin 2002 en raison de la fin de la conscription. Il est reconstitué en 2014 avec 88 sportifs de haut niveau sous contrat avec l'armée, au sein du Centre national des sports de la défense (CNSD). Ainsi, il fédère une compagnie regroupant les disciplines estivales de 22 fédérations sportives au sein de l'École interarmées des sports, et une compagnie regroupant les disciplines hivernales au sein de l'équipe de France militaire de ski, formant pour les sportifs de haut niveau « l'armée des champions ».
En octobre 2019, un protocole de soutien pour Paris 2024 est signé au centre national des sports de la Défense de Fontainebleau, permettant ainsi de soutenir le sport français en recrutant jusqu’à 175 sportifs de haut niveau de la défense (SHND).

## L'École normale militaire de gymnastique de Joinville
L'École normale militaire de gymnastique de Joinville ouvre ses portes le 15 juillet 1852 à la redoute de la Faisanderie, un ouvrage militaire des fortifications de Saint-Maur, en limite Est du Bois de Vincennes et du plateau de Gravelle. Voir Charles d'Argy. Le terrain fait alors partie du territoire de la commune de Joinville-le-Pont, dans le département de la Seine (aujourd’hui dans le Val-de-Marne). L’objectif de l’école est de former des moniteurs militaires de gymnastique. Mais elle « va rapidement s'impliquer hors de l'espace propre à l'armée en profitant de la double occasion de l'obligation de la gymnastique dans les écoles publiques et de l'absence de dispositifs de formations à l'éducation physique scolaire. » En 1872, l'école devient l'école normale de gymnastique et d'escrime de Joinville et forme les gymnastes régimentaires. Plus tard, elle contribue à former les sportifs français participant aux Jeux olympiques.
En 1914, elle ferme du fait de la Première Guerre mondiale. Elle rouvre partiellement en 1916. En 1925, elle prend l'appellation d'« école supérieure d'éducation physique ». En 1939, elle ferme du fait de la Seconde Guerre mondiale. Ses anciens cadres reprennent leurs fonctions dès 1941 dans les établissements civils et militaires comme le collège national des moniteurs et athlètes d'Antibes, l'institut national des sports de Paris, les écoles nationales d'entraînement physique militaire de Pau-le-Hameau et d'Antibes, le centre sportif de l'armée de Pau, le centre sportif des forces armées de Joinville, le bataillon de Joinville, le groupement sportif interarmées de Joinville et l'école interarmées d'entraînement physique et des sports de Joinville.

## Le bataillon de Joinville
En 1945 l’Institut national des sports est créé.  En 1948, le groupement sportif de Joinville s'installe dans les locaux du Fort neuf (fort de Vincennes), près du château, puis dans ceux de la Faisanderie (redoute de la Faisanderie), avant d'être transféré, sous le nom de Groupement sportif interarmées de Joinville, dans la redoute de Gravelle, libérée en 1955 par l'École normale supérieure d'éducation physique de garçons. En 1956, est créé le bataillon de Joinville pour les appelés sportifs de renom. Il comporte des sportifs dans de très nombreuses disciplines.
Le 1er juillet 1967, l'école d'entraînement physique militaire d'Antibes, les sections sportives de tir de Montauban, de parachutisme de Pau, de pentathlon moderne de Bordeaux et le centre d'entraînement physique et des sports de la Marine de Toulon se regroupent à Fontainebleau pour former l'École interarmées des sports. Ce nouvel établissement reprend les missions de l'école supérieure d'éducation physique de Joinville. Avec la suspension du service national militaire obligatoire, le bataillon de Joinville disparaît en juin 2002. Au total, le bataillon de Joinville a accueilli 21 000 sportifs de haut niveau.

## L'Armée des Champions
Le Bataillon est réintroduit et réapparait en 2014 avec 88 sportifs de haut niveau. Il prend rapidement le surnom d'« Armée des Champions », officiellement   « École Interarmées des Sports ».
Cette école comporte deux compagnies, l'une du même nom qui regroupe les disciplines estivales rattachées à 22 fédérations, et l'équipe militaire de France de ski, rattachée à la Fédération française de ski, pour les disciplines hivernales.

## Sportifs célèbres
- José Amet
- Jacques Anquetil
- Richard Astre
- Pierre Barthès
- Moussa Bezaz
- Xavier Blond
- Maxime Bossis
- Jean-Claude Brondani
- Jack Cantoni
- Youri Djorkaeff
- Raymond Dot
- Georges Dransart
- Laurent Fignon
- Just Fontaine
- Martin Fourcade
- Dominique Gaigne
- Jean Galfione
- Dominique Gallo
- Alain Gallopin
- Maurice Genevoix
- Jean-François Gourdon
- Jacques Grattarola
- Nicolas Hénard
- Yves Herbet
- Olivier Jacque
- Henri Leconte
- Patrice Loko
- Bixente Lizarazu
- Yvon Madiot
- Raymond Mastrotto
- Félix Mathey
- Frédéric Mendy
- Francis Moreau
- Alain Mosconi
- Jean-Michel Moutier
- Pierre Neubert
- Yannick Noah
- Éric Pécout
- Emmanuel Petit
- René Pingeon
- Michel Platini
- Yvon Pouliquen
- Cyrian Ravet
- Philippe Riboud
- Jackson Richardson
- Jean-Pierre Romeu
- Olivier Rouyer
- Omar Sahnoun
- Éric Sikora
- Francis Smerecki
- Christine Sterbik
- Georges Turlier
- Richard Virenque
- Zinédine Zidane

## Sections notables

### Handball
- Championnat de France (1) : 1961

## La Fédération nationale des Joinvillais
Les différents regroupements d'anciens cadres et stagiaires aboutissent le 1er juillet 1988 à la création de la Fédération nationale des Joinvillais.

## Le «salut de Joinville»

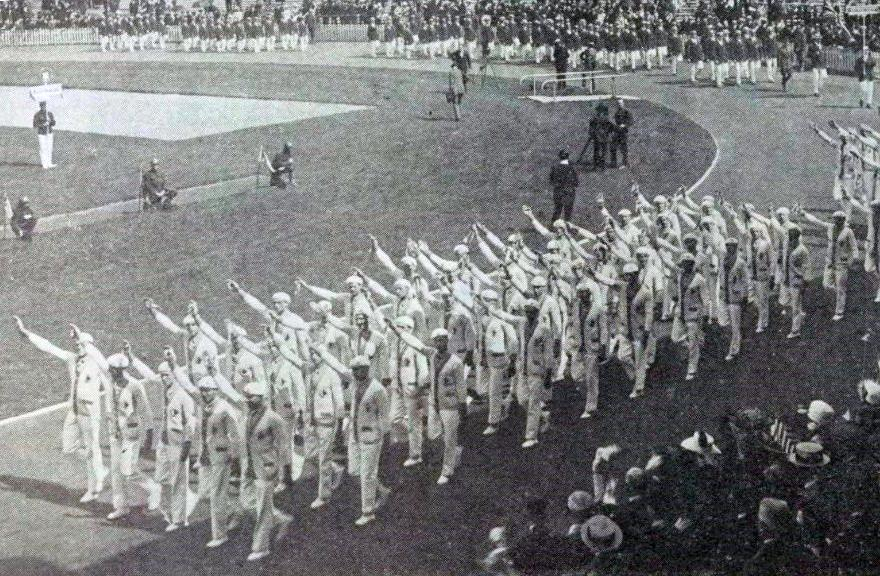
La délégation française lors de l'ouverture des Jeux olympiques de 1920

Depuis les Jeux olympiques de 1920 à Anvers en Belgique, le salut olympique fait partie du rituel. Il se pratique le bras droit replié puis tendu sur le côté. On l’appelle également « salut de Joinville ». Aux Jeux olympiques d'été de 1936 au Stadium de Berlin, lorsque la délégation française conduite par le discobole Jules Noël défile devant la tribune officielle, avec 201 athlètes faisant le salut olympique, le stade de Berlin se soulève d’ovations délirantes, le geste des Français étant pris pour le salut hitlérien. Le 3 septembre 1946, la commission exécutive du Comité international olympique (CIO), à la demande de M. Poplimont du comité olympique belge, décide que le salut olympique, lors des manifestations d’ouverture des Jeux, est changé « afin d’éviter toute confusion avec d’autres saluts de triste mémoire ».